# Кёроглы (фильм-опера)
«Кёр-оглы» (азерб. Koroğlu) — азербайджанский советский фильм 1960 года.

## Сюжет
Сюжет заимствован из азербайджанской версии тюркского (огузского) народного эпоса Кёроглы, в котором происходит борьба с иноземными захватчиками и местными угнетателями.

## В ролях
- Афрасияб Мамедов — Ровшан (Кёроглы)
- Лейла Бадирбейли — Нигяр
- Агададаш Курбанов — Гасан-хан
- Дмитрий Кипиани — Джафар-хан
- Гиви Тохадзе — сын грузина
- Исмаил Дагестанлы — Везир
- Аладдин Аббасов — посол
- Алиага Агаев — кузнец
- Марзия Давудова
- Мовсун Санани
- Мелик Дадашев — Ораб-Райхан
- Али Курбанов — ашуг Джунун
- Тамилла Агамирова  — Алагёз
- Мухтар Маниев — Полад
- Мамед Алили
- Мамедсадыг Нуриев — Коса Сафар
- Атамоглан Рзаев — Доли-Гасан
- Салман Дадашев — Болу-бек
- Римма Мамедова
- Юсиф Юлдус
- Джейхун Мирзоев — Джейхун
- Эммануил Геллер — Шейх-военачальник

## Премьера
Премьера фильма состоялась впервые в октябре 1960 года в Баку. В Москве премьера состоялась 28 марта 1961 года.